# Mulongo
Mulongo est une ville de la République démocratique du Congo, située dans la province du Haut-Lomami.
La ville compte 51 603 habitants en 2004.